# Lété (Grèce)
Pour les articles homonymes, voir Lété.
Lété (en grec ancien : Λητή) est une ancienne cité de Grèce, en Macédoine, plus précisément en Mygdonie, et une localité moderne proche de Thessalonique.

## Localisation
La cité de Lété était située à environ 10 km au nord de Thessalonique ; elle était établie sur une hauteur dominant l'actuelle localité de Lití, qui se trouve à 1 km au nord-est. Le village moderne s'appelait Aivati (Ajwatowo en slave) au XIXe siècle et a pris par la suite son nom actuel, tiré du nom antique.

## Histoire
L'antique cité de Lété est mentionnée par plusieurs auteurs anciens : Ptolémée, Pline le Jeune, Harpocration, Étienne de Byzance. Elle est attestée aussi par des inscriptions et des monnaies.
Son nom viendrait de celui de la déesse Léto, mère d'Apollon et d'Artémis.
À l'époque romaine, Lété fait partie de la province de Macédoine. À l'époque chrétienne, elle est devenue le siège d'un diocèse ; ce diocèse, uni plus tard à celui de Rentina, a existé dans l'Église orthodoxe grecque jusqu'au XVIIIe siècle ; Lété est aussi le siège d'un évêque titulaire (de) dans l'Église catholique.
La nécropole de Derveni, découverte en 1962 à proximité de l'ancienne Lété et connue pour la richesse et l'importance du mobilier qui y a été trouvé, en particulier le cratère de Derveni et le papyrus de Derveni, était peut-être directement en rapport avec la cité.
Le révolutionnaire bulgare Andon Dimitrov (de) (1867-1933), l'un des fondateurs de l'Organisation révolutionnaire intérieure macédonienne est né à Aivati/Ajwatowo.